# Powiatul Tarnów
Județul Tarnów (în poloneză Powiat tarnowski) este o unitate teritorial-administrativă și administrație locală (powiat) în voievodatul Polonia Mică, sudul Poloniei.
Județul a fost înființat în data de 1 ianuarie 1999 ca rezultat al reformelor poloneze locale adoptate în anul 1998. Sediul administrativ al județului și cel mai mare oraș este Tarnów care are administrație separată de județ (este municipiu cu drepăt de județ). În județ mai există șapte orașe:
- Tuchów la 16 km spre sud de Tarnów, cu o populație de 6.501 locuitori
- Zabno la 14 km spre nord-vest de Tarnów, cu o populație de 4.271 locuitori
- Wojnicz la 15 km spre sud de Tarnów, cu o populație de  locuitori
- Radłów la 13 km spre nord-vest de Tarnów, cu o populație de 2.800 locuitori
- Ryglice la 20 km spre sud-est de Tarnów, cu o populație de 2.784 locuitori
- Ciężkowice la 26 km spre sud de Tarnów, cu o populație de 2.378 locuitori
- Zakliczyn la 25 km spre sud de Tarnów,  cu o populație de 1.556 locuitori.

## Județe învecinate
Județul Tarnów se învecinează:
- spre nord cu județul Dąbrowa
- la est cu județul Dębica
- la sud-est cu județul Jasło
- la sud cu județul Gorlice și județul Nowy Sącz
- la vest cu județul Brzesko și județul Proszowice
- la nord-vest cu județul Kazimierza

## Diviziunile administrative
Județul este împărțit în 16 comune (gmina)  (7 urban-rurală și 9 rurale). Acestea sunt prezentate în tabelul de mai jos, în ordinea descrescătoare a populației.
| Comuna                                                             | Tip         | Suprafața (km²) | Populație (2006) | Sediu                  |
| Comuna Tarnów                                                      | rural       | 82.8            | 23,060           | Tarnów *               |
| Comuna Żabno                                                       | urban-rural | 104.8           | 18,846           | Żabno                  |
| Comuna Tuchów                                                      | urban-rural | 100.1           | 17,654           | Tuchów                 |
| Comuna Lisia Góra                                                  | rural       | 105.4           | 13,714           | Lisia Góra             |
| Comuna Skrzyszów                                                   | rural       | 86.2            | 13,022           | Skrzyszów              |
| Comuna Wojnicz                                                     | urban-rural | 78.6            | 13,019           | Wojnicz                |
| Comuna Zakliczyn                                                   | urban-rural | 122.6           | 12,242           | Zakliczyn              |
| Comuna Pleśna                                                      | rural       | 83.7            | 11,518           | Pleśna                 |
| Comuna Ryglice                                                     | urban-rural | 116.8           | 11,438           | Ryglice                |
| Comuna Ciężkowice                                                  | urban-rural | 103.2           | 11,050           | Ciężkowice             |
| Comuna Wierzchosławice                                             | rural       | 74.8            | 10,628           | Wierzchosławice        |
| Comuna Radłów                                                      | urban-rural | 86.0            | 9,774            | Radłów                 |
| Comuna Gromnik                                                     | rural       | 69.8            | 8,348            | Gromnik                |
| Comuna Szerzyny                                                    | rural       | 82.2            | 8,211            | Szerzyny               |
| Comuna Rzepiennik Strzyżewski                                      | rural       | 70.2            | 6,832            | Rzepiennik Strzyżewski |
| Comuna Wietrzychowice                                              | rural       | 48.6            | 4,193            | Wietrzychowice         |
| * sediul nu face parte din punct de vedere administrativ de comună |             |                 |                  |                        |